# Harold B. Mattingly
Pour les articles homonymes, voir Mattingly.
Ne doit pas être confondu avec Harold Mattingly, son père.
Harold Braithwaite Mattingly (1923 - 23 août 2015) est un historien britannique de la civilisation grecque et romaine, épigraphiste et numismate, professeur d'histoire ancienne à l'Université de Leeds.

## Biographie
Harold Mattingly est né à Finchley, un quartier nord de Londres. Fils de l'historien et numismate Harold Mattingly, il fréquente la Leys School de Cambridge et obtient une double première[Quoi ?] en classique au Gonville and Caius College de Cambridge en 1948. Il occupe ensuite une bourse Craven de 1948 à 1950, rédigeant une thèse sur le Sénat de l'Empire romain.
Il épouse Erica Stuart (décédée en 2008), une artiste et potière, avec qui il a trois enfants, dont David Mattingly (archéologue), professeur d'archéologie romaine à l'université de Leicester.

## Carrière académique
En 1950, Mattingly devient chargé de cours, puis lecteur, en histoire ancienne à l'université de Nottingham. En 1970, il est nommé professeur d'histoire ancienne à l'université de Leeds. Ses recherches « se sont concentrées sur la Grèce classique et la République romaine et sur les problèmes numismatiques et épigraphiques ». Il prend sa retraite en 1987 avec le titre de professeur émérite.
Mattingly est président de la Royal Numismatic Society de 1999 à 2004.

## Publications
- 2012 - Monnaies et voyages en Grèce : une introduction aux monnaies de la Grèce antique avec des réminiscences des visites du numismate Harold Mattingly (avec Joanna Mattingly et Stephen Tyrrell)
- 2007 - De la monnaie à l'histoire : études numismatiques sélectionnées
- 1996 - L'empire athénien restauré : études épigraphiques et historiques
- 1969 - Notes sur quelques monnayeurs républicains romains
- 1963 - Notes numismatiques diverses
- 1960 - Naevius et les Metelli